# 菱苞豪吾
菱苞豪吾（学名：Ligularia kanaitzensis var. subnudicaulis）为菊科橐吾属下的一个变种。

## 扩展阅读
- 維基物種上的相關：菱苞豪吾